# Exocentrus ritae
Exocentrus ritae  (лат.) — жук из семейства усачей и подсемейства ламиин (Lamiinae).

## Описание
Длина тела 3—5 мм (фото). Усы в 1,2 раза превышают длину тела. Боковые шипы переднеспинки расположены позади середины бокового края и направлены назад. Надкрылья в длинных стоячих волосках. Голова личинки наполовину втянута в переднегрудь.

## Распространение
Турция.

## Экология и местообитания
Развитие длится 1-2 года. Взрослые жуки появляются с мая по июль. Полифаги.